# Adeixis inostentata
Adeixis inostentata là một loài bướm đêm trong họ Geometridae.